# الشر المقيم: الظلام اللانهائي
الشر المقيم: الظلام اللانهائي (بالإنجليزية: Resident Evil: Infinite Darkness)‏  هو مسلسل أنمي تحريك حاسوبي  مبني على سلسلة الألعاب ريزدنت إيفل.المسلسل سيضم شخصيات لعبة ريزدنت إيفل 2، كلير ريدفيلد وليون س. كينيدي.
المسلسل من إنتاج شركة طوكيو موفي شينشا، ومن المقرر عرضه على منصة نتفليكس في 2021.

## روابط خارجية
- الموقع الرسمي
- الشر المقيم: الظلام اللانهائي على موقع IMDb (الإنجليزية)
- الشر المقيم: الظلام اللانهائي على موقع روتن توميتوز (الإنجليزية)
- الشر المقيم: الظلام اللانهائي على موقع نتفليكس (الإنجليزية)
- الشر المقيم: الظلام اللانهائي على موقع كينوبويسك (الروسية)
- الشر المقيم: الظلام اللانهائي على موقع ألو سيني (الفرنسية)
- الشر المقيم: الظلام اللانهائي على موقع قاعدة بيانات الفيلم (الإنجليزية)
- الشر المقيم: الظلام اللانهائي على موقع ANN anime (الإنجليزية)

لم يتم العثور على روابط لمواقع التواصل الاجتماعي.